# Ахохов, Хасанби Касеевич
Хасанби Касеевич Ахохов (кабард.-черк. Ахъуэхъу Къэсей и къуэ Хьэсэнбий; 1907 — 1965) — советский политический деятель, депутат Верховного Совета СССР 1-го созыва (1941—1946).

## Биография
- 1930 — 1935 — учёба в Московском инженерно-строительном институте
- 1935 — 1938 — заведующий Отделом Исполнительного комитета Кабардино-Балкарского областного Совета
- 1938 — 1939 — председатель Государственной плановой комиссии при СНК Кабардино-Балкарской АССР
- 1939 — 4.1944 — председатель СНК Кабардино-Балкарской АССР
- 9 марта 1941 года — избран депутатом Верховного Совета СССР 1-го созыва от Кабардино-Балкарской АССР в Совет Союза/Национальностей[уточнить][2].
- апреля 1944 — 1944 — председатель Президиума Верховного Совета Кабардинской АССР
- 1944 — 1948 — председатель Тамбовской областной плановой комиссии
- 1957 — 1965 — заведующий Отделом пищевой промышленности Исполнительного комитета Тамбовского областного Совета